# Helena Javornik
Helena Javornik (Celje, 26 marzo 1966) è una mezzofondista e maratoneta slovena.

## Biografia
Ai XII Giochi del Mediterraneo vinse l'oro nella maratona, vinse l'oro nella Maratona di Vienna del 1995 e nel 2004 vinse la Maratona di Amsterdam con un tempo di 2'27"32.

## Palmarès
| Anno | Manifestazione           | Sede                   | Evento       | Risultato | Prestazione | Note |
| ---- | ------------------------ | ---------------------- | ------------ | --------- | ----------- | ---- |
| 1993 | Giochi del Mediterraneo  | Linguadoca-Rossiglione | Maratona     | Oro       | 2h42'58     |      |
| 1999 | Giochi mondiali militari | Zagabria               | 1500 m piani | Oro       | 4'07"34     |      |
| 1999 | Giochi mondiali militari | Zagabria               | 5000 m piani | Bronzo    | 15'37"50    |      |
| 2007 | Mondiali                 | Osaka                  | Maratona     | 30ª       | 2h42'03     |      |

## Campionati nazionali
1997
- Oro ai campionati sloveni, 1500 m - 4'14"52

1998
- Oro ai campionati sloveni, 5000 m - 17'03"21
- Oro ai campionati sloveni, 3000 m - 9'43"73

2000
- Oro ai campionati sloveni, 10000 m - 35'39"08

2001
- Oro ai campionati sloveni, 3000 m - 9'22"57

2002
- Oro ai campionati sloveni, 3000 m - 9'13"94
- Oro ai campionati sloveni, 1500 m - 4'16"76

2003
- Oro ai campionati sloveni, 10000 m - 33'24"04
- Oro ai campionati sloveni, 5000 m - 16'18"10

2004
- Oro ai campionati sloveni, 10000 m - 33'20"51

2005
- Oro ai campionati sloveni di corsa su strada, 10 km - 33'09"

2006
- Oro ai campionati sloveni, 10000 m - 34'15"65

2007
- Oro ai campionati sloveni, 10000 m - 35'08"83

2010
- Bronzo ai campionati sloveni di corsa su strada, 10 km - 36'07"

2011
- Oro ai campionati sloveni, 5000 m - 18'14"81

## Altre competizioni internazionali
1992
- Oro alla Maratona di Cesano Boscone ( Cesano Boscone) - 2h37'09"

1993
- Oro alla Maratona di Venezia ( Venezia) - 2h37'27"

1994
- Argento alla Maratona di Valencia ( Valencia) - 2h34'50"

1995
- 9° alla Maratona di Berlino ( Berlino) - 2h34'29"
- Oro alla Maratona di Vienna ( Vienna) - 2h36'30"

1996
- Argento alla Maratona di Vienna ( Vienna) - 2h34'41"
- Oro alla Maratona di Lubiana ( Lubiana) - 2h37'58"
- 26° alla Peachtree Road Race ( Atlanta) - 34'18"

1997
- Oro alla Maratona di Lubiana ( Lubiana) - 2h40'05"

1998
- Oro alla Maratona di Lubiana ( Lubiana) - 2h32'33"

1999
- Oro alla Mezza maratona di Vienna ( Vienna) - 1h11'52"

2001
- Oro alla Mezza maratona di Stinatz ( Stinatz) - 1h14'38"
- Oro alla Mezza maratona di Lubiana ( Lubiana) - 1h15'38"

2002
- Oro alla Maratona di Firenze ( Firenze) - 2h28'15"
- Oro alla Mezza maratona di Lubiana ( Lubiana) - 1h11'45"

2003
- 12° alla Maratona di New York ( New York) - 2h35'07"
- Bronzo alla Maratona di Amburgo ( Amburgo) - 2h28'13"
- Oro alla Maratona di La Rochelle ( La Rochelle) - 2h31'54"
- Oro alla Mezza maratona di Praga ( Praga) - 1h11'03"
- Argento alla Mezza maratona di Altötting ( Altötting) - 1h12'32"
- Oro al Bern Grand Prix ( Berna), 10 miglia - 53'46"
- 6° alla Women's Mini 10K ( New York) - 32'29"
- Oro al Campaccio ( San Giorgio su Legnano) - 21'23"

2004
- Oro alla Maratona di Amsterdam ( Amsterdam) - 2h27'33"
- Oro alla Maratona di Torino ( Torino) - 2h31'13"
- 4° alla Roma-Ostia ( Roma) - 1h13'04"
- Oro alla Route du Vin Half Marathon ( Remich) - 1h09'22"
- Oro alla Mezza maratona di Vienna ( Vienna) - 1h15'57"
- Oro al Bern Grand Prix ( Berna), 10 miglia - 55'04"

2005
- Bronzo alla Maratona di Venezia ( Venezia) - 2h32'13"
- Bronzo alla Maratona di Seul ( Seul) - 2h29'18"
- Argento alla Maratona di La Rochelle ( La Rochelle) - 2h40'07"
- Oro alla Mezza maratona di Ferrara ( Ferrara) - 1h09'53"
- 4° alla Mezza maratona di Udine ( Udine) - 1h12'59"
- Argento alla Mezza maratona di Trento ( Trento) - 1h14'20"

2006
- Argento alla Maratona di Rotterdam ( Rotterdam) - 2h29'37"
- Oro alla Mezza maratona di Göteborg ( Göteborg) - 1h12'34"

2007
- Bronzo alla Maratona di Roma ( Roma) - 2h28'53"
- Argento alla Maratona di Lubiana ( Lubiana) - 2h35'45"
- Oro alla Mezza maratona di Ferrara ( Ferrara) - 1h10'53"
- 7° alla Mezza maratona di Göteborg ( Göteborg) - 1h16'06"

2008
- Oro alla Mezza maratona di Almería ( Almería) - 1h13'22"

2010
- Oro alla Mezza maratona di Palmanova ( Palmanova) - 1h17'30"

2011
- 4° alla Maratona di Podgorica ( Podgorica) - 2h45'34"
- 5° alla Maratona di Zagabria ( Zagabria) - 1h20'57"

2012
- 10° alla Maratona di Utrecht ( Utrecht) - 2h48'34"
- 6° alla Mezza maratona di Fiume ( Fiume) - 1h18'52"

2014
- 38° alla Maratona di Berlino ( Berlino) - 2h59'24"

2015
- 49° alla Maratona di Valencia ( Valencia) - 3h05'56"
- 6° alla Mezza maratona di Lubiana ( Lubiana) - 1h24'33"

2016
- 7° alla Maratona di Lubiana ( Lubiana) - 2h54'59"
- 15° alla Mezza maratona di Valencia ( Valencia) - 1h22'58"

2017
- Bronzo alla Mezza maratona di Ferrara ( Ferrara) - 1h23'17"

2018
- 13° alla Maratona di Atene ( Atene) - 3h09'47"

2019
- 14° alla Maratona di Lubiana ( Lubiana) - 3h06'50"